# Old Stone Church (Cleveland)
La Old Stone Church es una iglesia presbiteriana histórica ubicada en el Downtown de la ciudad de Cleveland, en el estado de Ohio (Estados Unidos). Es el edificio más antiguo de Public Square. También es la segunda iglesia construida dentro de los límites de la ciudad.

## Historia
En junio de 1819, la Escuela Dominical de la Unión comenzó a reunirse en el sitio de la iglesia actual, y el 19 de septiembre de 1820, quince habitantes de Cleveland, alrededor del diez por ciento de la población del pueblo de entonces, firmaron una carta que establecía oficialmente la congregación. Se incorporó formalmente en 1827 como la Primera Sociedad Presbiteriana, y en 1834 se construyó la primera iglesia con piedra arenisca gris. El interior presentaba una galería suspendida por barras de hierro, supuestamente la primera en un edificio público de Cleveland, así como el primer órgano de tubos de la ciudad. Debido a sus materiales de construcción, First Presbyterian se llamó "la Iglesia de Piedra" y, a medida que se erigieron otras iglesias de piedra en el área, se la conoció como la "Iglesia de Piedra Vieja".

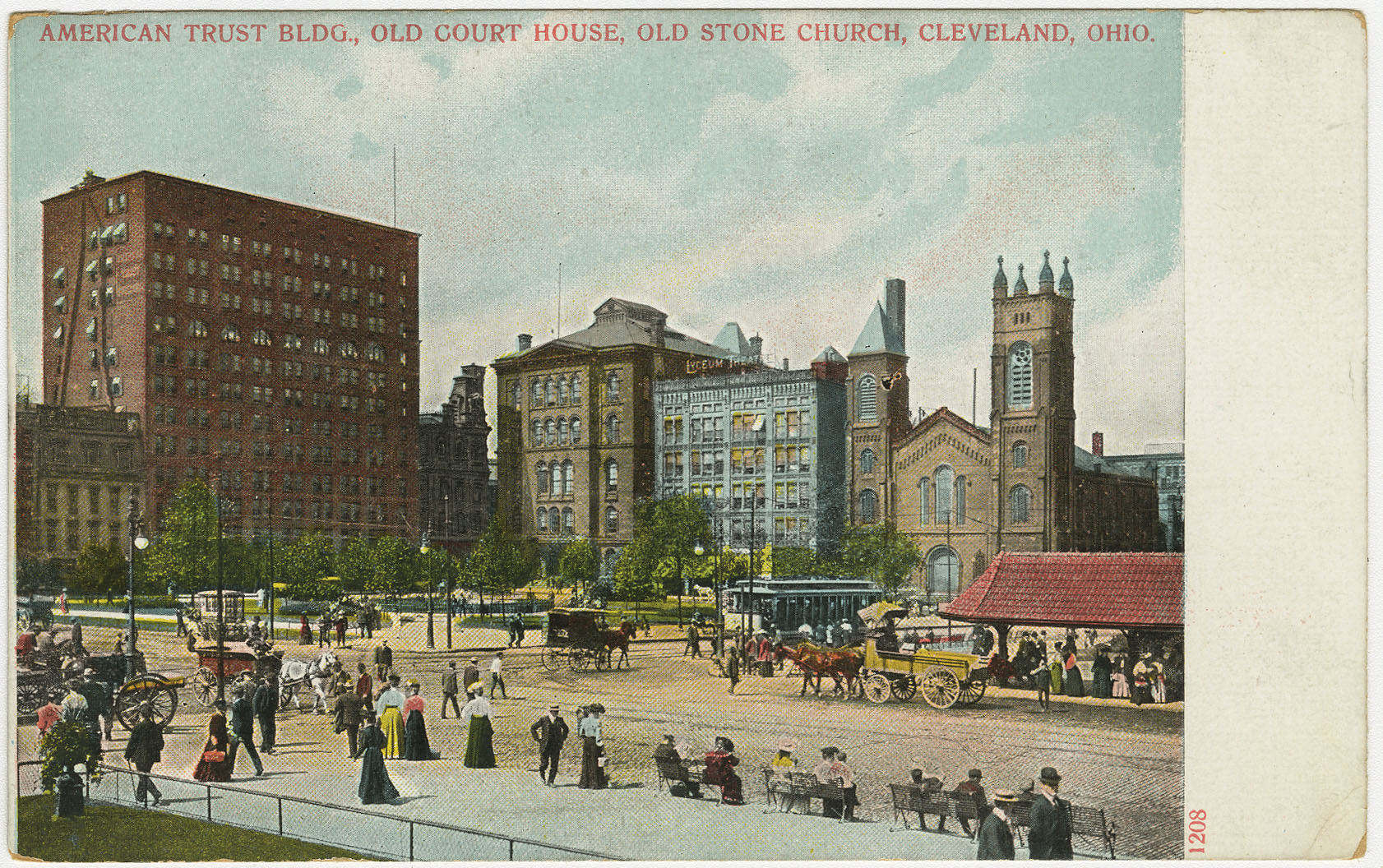
La Old Stone Church en la Public Square hacia 1910

Para 1853, la congregación había superado el edificio original, por lo que la iglesia fue demolida y se construyó un reemplazo más grande en el mismo lugar. De estilo neorrománico e inaugurada el 12 de agosto de 1855, también estaba hecha de piedra arenisca local y fue diseñada por los arquitectos Charles Heard y Simeon Porter.

### Una serie de incendios
Diecinueve meses después, el 7 de marzo de 1857, la iglesia se incendió. El agua de los camiones de bomberos bombeados a mano no pudo llegar al campanario de 250 pies, que se derrumbó sobre la calle Ontario. A pesar de esto, el edificio permaneció prácticamente intacto y la reconstrucción comenzó casi de inmediato. La iglesia fue dedicada de nuevo el 17 de enero de 1858.
El segundo incendio ocurrió el 5 de enero de 1884 y se extendió a la iglesia desde el Park Theatre del Wick Building contiguo. A pesar de la robusta construcción del edificio, el interior fue destruido. Posteriormente, la congregación consideró mudarse a E. 55th Street y Euclid Avenue, pero finalmente se decidió mantener la ubicación original, luego de la presión de miembros influyentes, incluido John Hay. El arquitecto Charles Schweinfurth fue contratado para dirigir la reconstrucción de la iglesia, que se inauguró el 19 de octubre de 1884. Las adiciones posteriores a la iglesia incluyen tres vitrales Louis Comfort Tiffany, una ventana triple John La Farge con vista a Public Square y un órgano Holtkamp Organ Company.

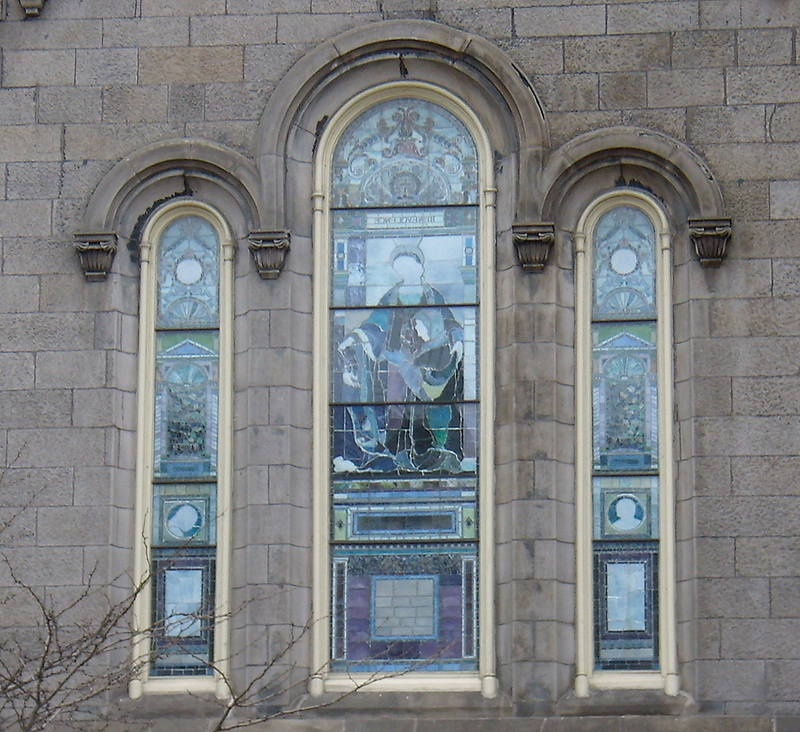
Detalle de los vitrales de la iglesia

## En la actualidad
La Old Stone Church se ha mantenido prácticamente sin cambios hasta el día de hoy, y es la última iglesia que queda diseñada por el estudio de arquitectura Heard and Porter. La única modificación importante fue la adición en 1999 de un campanario que replicaba el original, parte de un proyecto de renovación de 2,4 millones de dólares, que también incluía la limpieza de la piedra arenisca de Berea (que se había vuelto negra por la contaminación del aire) y la conservación de la ventana de La Farge. La Old Stone Church se agregó al Registro Nacional de Lugares Históricos en 1973.